# 싸이더스
(주)싸이더스(영어: Sidus Corporation)는 대한민국의 영화 제작 및 배급사이다. 1995년 “Uno Film”으로 창립되어 현재까지 80여편의 영화를 제작하였다. Sidus Pictures의 사명은 라틴어로 “Star”를 의미하는 “Sidus” 와 “Fun and Happiness”의 약자인 “FNH”의 조합으로 이루어진 것으로 세계 관객을 대상으로 좋은 영화를 제작, 공급하여 세계 영화계의 Leader, Star 가 되겠다는 의미를 담고 있다. 싸이더스FNH는 2005년 KT의 계열사로 편입되었다. 2013년 2004년의 상호명으로 환원되었으며 현재는 영화 제작, 수입, 배급 등의 사업을 영위하고 있다.

## 연혁
- 1995년 “싸이더스픽처스”는 “Uno Film”으로 창립되었다.[1]
- 2000년 “우노필름” 은 “싸이더스” 로 사명을 변경하였다.[1]
- 2000년 “싸이더스”는 연예인 매니지먼트 사인 EBM 프로덕션을 인수, 합병하였다.[1]
- 2002년 “싸이더스”는 연예인 매니지먼트 부문을 “IHQ” 로 분사하였다.[1]
- 2004년 “싸이더스”는 “싸이더스 픽쳐스” 로 사명을 변경하였다.[1]
- 2005년 “싸이더스 픽쳐스”는 FNH 영화사를 인수하고, 사명을 “SidusFNH” 로 변경하였다.[3]
- 2005년 “싸이더스FNH”는 KT계열로 편입되었다. (KT는 SidusFNH 주식 51%를 인수하였다.)[4]
- 2007년 “싸이더스FNH”는 영화배급을 본격적으로 시작하였다.[5]
- 2012년 “싸이더스FNH”는 현 CEO 인 이한대 대표를 선임하였다.[6]
- 2012년 “싸이더스FNH”는 KT로부터 추가 투자를 유치하였다. (KT는 싸이더스FNH의 주식을 72.4%를 보유하게 되었다.)
- 2013년 "싸이더스 픽쳐스"로 BI 변경
- 2014년 KT가 보유하였던 지분 72.43% 중 71.72%를 주식회사 로커스가 취득하면서 최대주주가 변경됨.

## 대표작
- 1995. 《돈을 갖고 튀어라》
- 1996. 《깡패 수업》
- 1997. 《비트》, 《모텔선인장》
- 1998. 《8월의 크리스마스》, 《처녀들의 저녁식사》
- 1999. 《태양은 없다》, 《주유소 습격사건》, 《유령》
- 2000. 《시월애》, 《나도 아내가 있었으면 좋겠다》, 《플란다스의 개》, 《행복한 장의사》, 《썸머타임》, 《선물》
- 2001. 《봄날은 간다》, 《화산고》, 《신라의 달밤》, 《무사》, 《인디안 썸머》
- 2002. 《결혼은, 미친짓이다》, 《몽정기》, 《정글쥬스》, 《마들렌》, 《피도 눈물도 없이》, 《재밌는 영화》
- 2003. 《살인의 추억》, 《싱글즈》, 《지구를 지켜라!》, 《4인용 식탁》
- 2004. 《역도산》, 《말죽거리 잔혹사》, 《범죄의 재구성》,《늑대의 유혹》,《슈퍼스타 감사용》《내 머리 속의 지우개》, 《아라한 장풍 대작전》, 《발레교습소》, 《여선생 VS 여제자》
- 2005. 《연애의 목적》, 《남극일기》, 《혈의 누》, 《소년, 천국에 가다》, 《천군》
- 2006. 《타짜》, 《달콤, 살벌한 연인》, 《열혈남아》, 《각설탕》, 《천하장사 마돈나》, 《사랑따윈 필요없어》
- 2007. 《용의주도 미스신》, 《이장과 군수》, 《어깨너머의 연인》, 《죽어도 해피엔딩》
- 2008. 《우리 생애 최고의 순간》, 《트럭》, 《라듸오 데이즈》, 《도쿄!》, 《뱅크 잡》, 《눈먼 자들의 도시》
- 2009. 《불꽃처럼 나비처럼》, 《10억》, 《요가학원》, 《킬미》, 《블러드》
- 2010. 《카멜리아》, 《하녀》, 《이층의 악당》, 《그랑프리》, 《그린존》
- 2011. 《혈투》, 《가족오락관》, 《라스트 나잇》, 《쥴리의 육지 대모험》, 《로맨틱 크라운》, 《카운트다운》, 《커플즈》
- 2012. 《마릴린 먼로와 함께한 일주일》, 《하늘이 보내준 딸》, 《더 씽》
- 2013. 《뷰티풀 라이즈》, 《투 마더스》, 《인터섹션》
- 2014. 《타짜: 신의 손》, 《넛잡: 땅콩 도둑들》, 《타잔 3D》, 《더 바디》
- 2016. 《오베라는 남자》,《바르샤 드림스》
- 2017. 《당신과 함께한 순간들》, 《랜드 오브 마인》
- 2018. 《사라진 밤》, 《잉글랜드 이즈 마인》, 《보리 vs 매켄로》, 《아름다운 별》
- 2019. 《타짜: 원 아이드 잭》, 《나는 예수님이 싫다》, 《마왕의 딸 이리샤》
- 2020. 《사냥의 시간》, 《야구소녀》, 《페뷸러스》
- 2021. 《그 여름, 가장 차가웠던》, 《좋은 사람》
- 2022. 《내과 박원장》, 《열대왕사》, 《썸머 필름을 타고!》, 《육사오(6/45)》, 《요정》
- 2023. 《6번 칸》